# Lola Vice
Valerie Loureda (Miami, 19 de julho de 1998) é uma lutadora profissional americana e ex-lutadora de artes marciais mistas que atualmente trabalha para a WWE, onde atua na marca NXT sob o nome de ringue Lola Vice. Como lutadora de artes marciais mistas, ela competiu na divisão de peso mosca feminino do Bellator MMA.

## Início de vida
Valerie Loureda nasceu em 19 de julho de 1998, em Miami, Flórida. Ela é de descendência cubana.
Filha de um mestre de Taekwondo, Loureda é faixa-preta 4º dan em Taekwondo e fez parte da equipe olímpica de Taekwondo dos Estados Unidos antes de se tornar lutadora de MMA.

## Carreira nas artes marciais mistas
Fazendo sua estreia no MMA, Loureda enfrentou Colby Fletcher em 16 de fevereiro de 2019, no Bellator 216.. Ela venceu a luta por nocaute técnico. Loureda enfrentou Larkyn Dasch em 14 de junho de 2019, no Bellator 222. e venceu por decisão unânime.
A seguir, Loureda enfrentou Tara Graff em 7 de agosto de 2020, no Bellator 243, vencendo por nocaute técnico. Loureda estava programada para enfrentar Hannah Guy no Bellator 258 em 7 de maio de 2021, mas a luta foi remarcada para o Bellator 259 em 21 de maio. Ela perdeu por decisão unânime. Por fim, Loureda enfrentou Taylor Turner em 12 de novembro de 2021, no Bellator 271, e venceu por decisão dividida.

## Carreira na luta livre profissional
Em março de 2022, Loureda participou de uma série de três dias de testes na WWE durante o fim de semana da WrestleMania 38. Em agosto, ela assinou um contrato com a WWE e se apresentou no WWE Performance Center. Ela fez sua estreia no ringue ao participar de uma battle royal em um evento ao vivo do NXT em 28 de outubro. Em 6 de dezembro, Loureda anunciou que seu novo nome de ringue seria Lola Vice.
Vice fez sua estreia na tela no episódio de 27 de janeiro de 2023 do NXT Level Up, perdendo para Dani Palmer. Ela fez sua primeira equipe com Elektra Lopez no episódio de 14 de abril do NXT Level Up, mas perdeu para Katana Chance e Kayden Carter. No episódio de 13 de junho do NXT, Vice se aliou oficialmente a Lopez, estabelecendo-se como uma heel. No episódio de 12 de setembro do NXT, foi anunciado que Vice participaria da quarta edição do NXT Women's Breakout Tournament, que começou no episódio de 3 de outubro do NXT. Ela derrotou Dani Palmer na primeira rodada e Karmen Petrovic nas semifinais, sendo estas realizadas na Noite 1 do Halloween Havoc em 24 de outubro. Vice avançou para a final na Noite 2 do NXT Halloween Havoc em 31 de outubro, onde derrotou Kelani Jordan para vencer o torneio, garantindo um contrato para disputar o Campeonato Feminino do NXT a qualquer momento de sua escolha. No episódio de 16 de janeiro de 2024 do NXT, Vice encerrou sua associação com Lopez ao eliminá-la de uma battle royal, e as duas brigaram até os bastidores. Na semana seguinte, no NXT, Lopez confrontou Vice durante um segmento do Supernova Sessions e a atacou, o que levou a uma luta na semana seguinte, que Vice venceu. No Vengeance Day em 4 de fevereiro, Vice usou seu contrato durante a luta pelo Campeonato Feminino do NXT entre Roxanne Perez e a campeã Lyra Valkyria, transformando a luta em uma triple threat. No entanto, Vice não teve sucesso e foi derrotada por Valkyria, que fez o pin na mesma para manter o título.
Na Semana 1 do Spring Breakin', Vice foi acompanhada por Shayna Baszler para sua luta NXT Underground contra Natalya, que estava acompanhada por Karmen Petrovic. Na Semana 2 do Spring Breakin', Vice venceu a luta. Após isso, a rivalidade entre as duas equipes continuou, e no episódio de 14 de maio do NXT, Natalya e Petrovic desafiaram Vice e Baszler para uma luta de duplas no episódio seguinte, que foi oficializada. Nesse combate, Natalya e Petrovic venceram a luta. Após a derrota, Vice atacou Baszler, iniciando uma briga entre as duas. A gerente geral do do NXT, Ava, então anunciou uma luta entre as duas no NXT Battleground, onde Baszler propôs uma luta no estilo NXT Underground, que foi oficializada. Vice venceu a luta por nocaute. Em 7 de julho, no Heatwave, Vice desafiou sem sucesso Roxanne Perez pelo Campeonato Feminino do NXT; antes da luta, Vice fez um promo emocional sobre sua vida antes da WWE, o que marcou sua primeira virada para face na carreira. No episódio de 9 de julho do NXT, Vice derrotou Jacy Jayne, mas foi atacada por suas aliadas Fallon Henley e Jazmyn Nyx, consolidando sua virada para face.

## Recorde nas Artes Marciais Mistas
| Res.    | Cartel | Oponente       | Método                  | Evento       | Data       | Round | Tempo | Local                    | Notas                              |
| ------- | ------ | -------------- | ----------------------- | ------------ | ---------- | ----- | ----- | ------------------------ | ---------------------------------- |
| Vitória | 4–1    | Taylor Turner  | Decisão (dividida)      | Bellator 271 | 12/11/2021 | 3     | 5:00  | Hollywood, Flórida       | Luta no Peso Catchweight (128 lb). |
| Derrota | 3–1    | Hannah Guy     | Decisão (unânime)       | Bellator 259 | 21/05/2021 | 3     | 5:00  | Uncasville, Connecticut  |                                    |
| Vitória | 3–0    | Tara Graff     | Nocaute (socos)         | Bellator 243 | 7/8/2020   | 2     | 5:00  | Uncasville, Connecticut  |                                    |
| Vitória | 2–0    | Larkyn Dasch   | Decisão (unânime)       | Bellator 222 | 14/6/2019  | 3     | 5:00  | Nova Iorque, Nova Iorque |                                    |
| Vitória | 1–0    | Colby Fletcher | Nocaute Técnico (socos) | Bellator 216 | 16/2/2019  | 1     | 2:55  | Uncasville, Connecticut  | Estreia no peso mosca.             |

## Títulos e prêmios
- WWE
  - NXT Women's Breakout Tournament (2023)